# Пьоза
Пьоза (на руски: Пёза) е река в североизточната част на Архангелска област в Русия, десен приток на Мезен. Дължина 363 km (с дясната съставяща я река Рочуга 515 km). Площ на водосборния басейн 15 100 km².

## Извор, течение, устие
Река Пьоза се образува на 75 m н.в. от сливането на реките Блудная (лява съставяща) и Рочуга (дясна съставяща), водещи началото си от блатисти местности във възвишението Космински Камен (част от обширното Тиманското възвишение) в крайната североизточна част на Архангелска област. По цялото си протежение тече в западна посока (последните 42 km в южна посока) в широка, силно заблатена долина през лесотундрови райони, като силно меандрира. Във водосборния ѝ басейн има стотици малки езера. Влива се отдясно в река Мезен, при нейния 86 km, на 4 m н.в., на 4 km източно от село Дорогорское в североизточната част на Архангелска област.

## Водосборен басейн, притоци
Водосборният басейн на река Пьоза обхваща площ от 15 100 km² и представлява 19,36% от водосборния басейн на река Мезен. На север водосборният басейн на Пьоза граничи с водосборните басейни на реките Нес, Вижас, Ома и Пьоша, вливащи се директно в Бяло и Баренцево море. На изток граничи с водосборния басейн на река Цилма (ляв приток на Цилма), а на юг и югоизток – с водосборните басейни на реките Сула, Кима и други по-малки, десни притоци на Мезен.
Основни притоци: леви – Блудная (150 km), Малая Велморда (53 km), Болшая Велморда (54 km), Верхная Урдюга (74 km), Баковская Палуга (67 km), Чеца (113 km), Няфта (138 km); десни – Рочуга (152 km), Варчушка (110 km), Верная Айпа (61 km), Лофтура (100 km).

## Хидроложки показатели
Река Пьоза има смесено подхранване с преобладаване на снежното, с ясно изразено пълноводие през май и юни. През лятото и есента често явление са епизодичните прииждания в резултат от поройни дъждове във водосборния ѝ басейн. Среден годишен отток в устието 122 m³/s, максимален над 2500 m³/s. Замръзва през ноември, а се размразява през 1-вата половина на май.
Средномесечен отток на река Пьоза (m³/s) в района на с. Биче (Игумново) (на 67 km от устието) в периода от 1933 до 1993 г.

## Стопанско значение
По време на пролетното пълноводие Пьоза е плавателна за плиткогазещи съдове на 300 – 320 km от устието. По течението ѝ са разположени 10 малки населени места: селата Сафоново, Йолкино, Езевец, Баковская, Калино, Мосеево, Лобан, Биче, Уст Няфта и Уст Пьоза.